# サン・マルコ広場の行列
『サン・マルコ広場の行列』（サン・マルコひろばのぎょうれつ、伊：Processione in piazza San Marco）は、イタリアのルネサンス期ヴェネツィア派の画家、ジェンティーレ・ベッリーニが1496年に制作したカンヴァス上のテンペラ画である。現在、ヴェネツィアのアカデミア美術館に所蔵されている。

## 歴史
本作は、ヴェネツィアの名を冠した信心会の本拠地であるサン・ジョヴァンニ・エヴァンジェリスタの大ホールのために依頼された。依頼作品には、ベッリーニ、ペルジーノ、ヴィットーレ・カルパッチョ、ジョヴァンニ・マンスエティ、ラッザーロ・バスティアーニ、ベネデット・ルスコーニなど、当時の著名な芸術家による合計9点の大きなカンヴァス画が含まれていた。

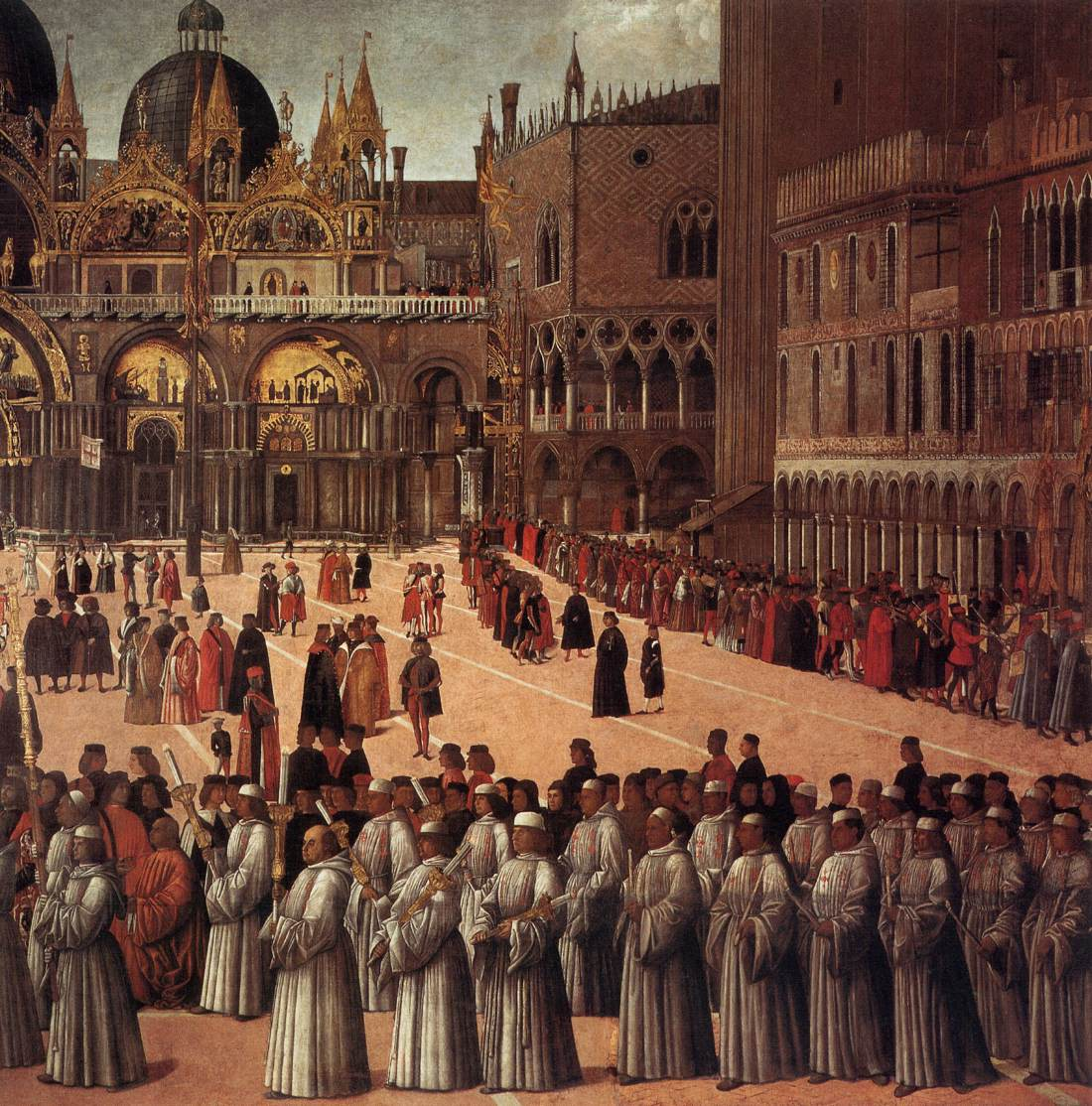
部分

絵画の主題は、聖十字架字の断片にまつわる奇跡であった。聖十字架の断片は、1369年にキプロス王国とエルサレムの首相であるフィリップ・デ・メジエールによって同心会に寄贈され、すぐにヴェネツィア市で崇拝の対象となった。
9点の作品は、すべて1496年から1501年に制作された。

## 概要
画面には、絵画の制作に先立つ約50年前、1444年4月25日に行われた出来事が表されている。同心会の会員がサン・マルコ広場で十字架の断片を担いでいた時に、ブレシア出身の商人は、死にゆく息子が回復することを祈って遺物の前にひざまずいた。商人は家に戻ったとき、息子が再び完全に回復していることを知った。
前景で、ジェンティーレは、行列の先頭で行進している白衣の同心会員を描いた。大きな金色の聖遺物箱が会員たちの間に吊るされ、4人の会員が持っている天蓋の下に運ばれていく。絵画の主題は、表向きは奇跡そのものであるが、ブレシアの商人は群衆の中に隠れて、ほとんど見えない。商人は赤い服を着て、最後の2人の天蓋の担い手のすぐ右側にひざまずいている。絵画の主題はむしろ、より正確に言えば行列であり、サン・マルコ広場の空間と、ビザンチン建築の円蓋並びにきらびやかなモザイクのあるサン・マルコ寺院自体に特に焦点が当てられている。

## 関連作品
- サン・ロレンツォ橋での十字架の奇跡
- リアルト橋の十字架の遺物の奇跡